# جيمس فرنسيس جيويل أرشيبالد
جيمس فرنسيس جيويل أرشيبالد (بالإنجليزية: James Francis Jewell Archibald)‏ هو مراسل عسكري أمريكي، ولد في 22 سبتمبر 1871 في مقاطعة تشاتاقوا في الولايات المتحدة، وتوفي في 29 مايو 1934 في هوليوود في الولايات المتحدة.

## وصلات خارجية
- جيمس فرنسيس جيويل أرشيبالد على موقع قاعدة بيانات برودواي على الإنترنت (الإنجليزية)